# St. Sisinius (Laas)

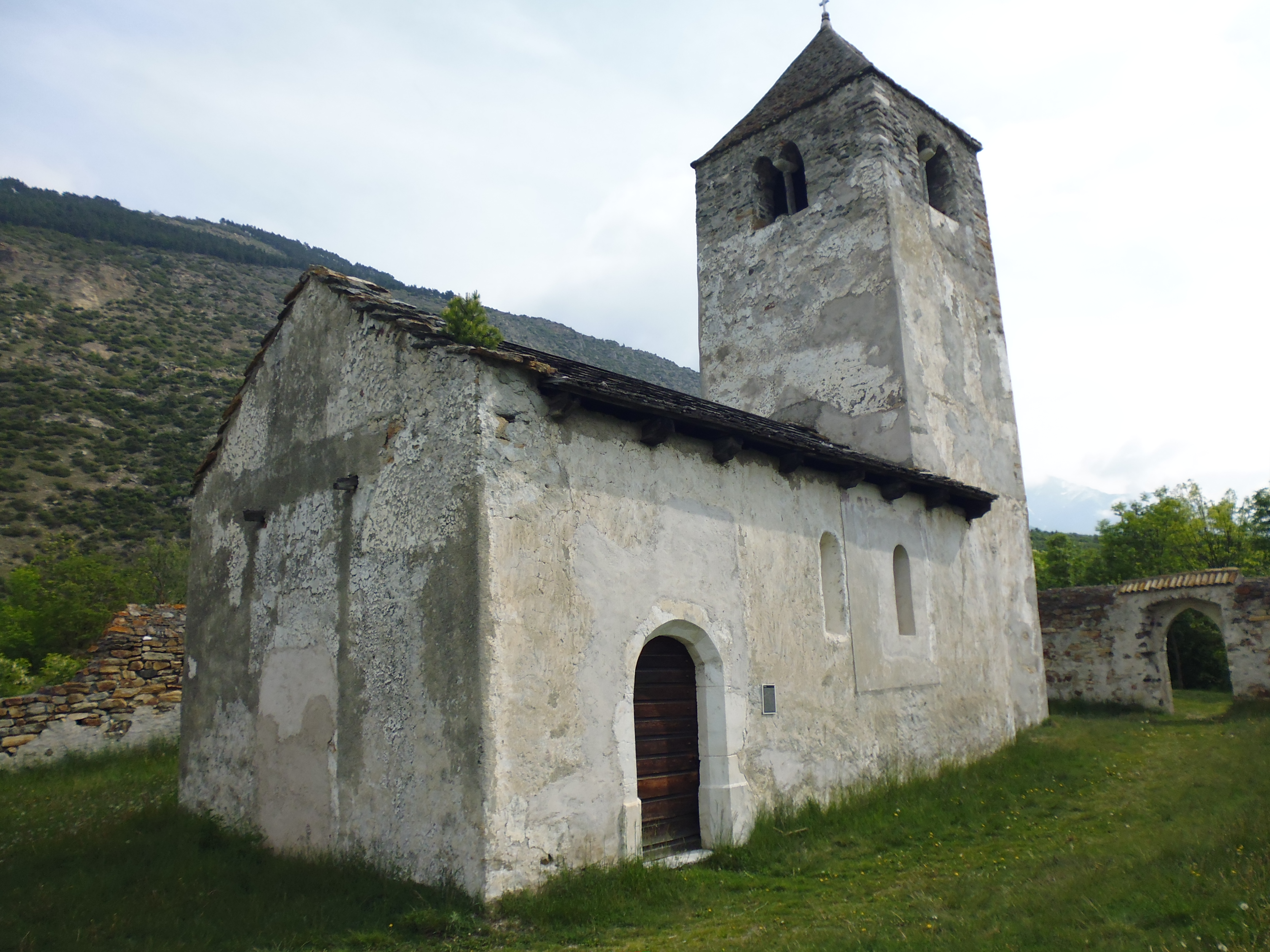
St. Sisinius von Südwesten

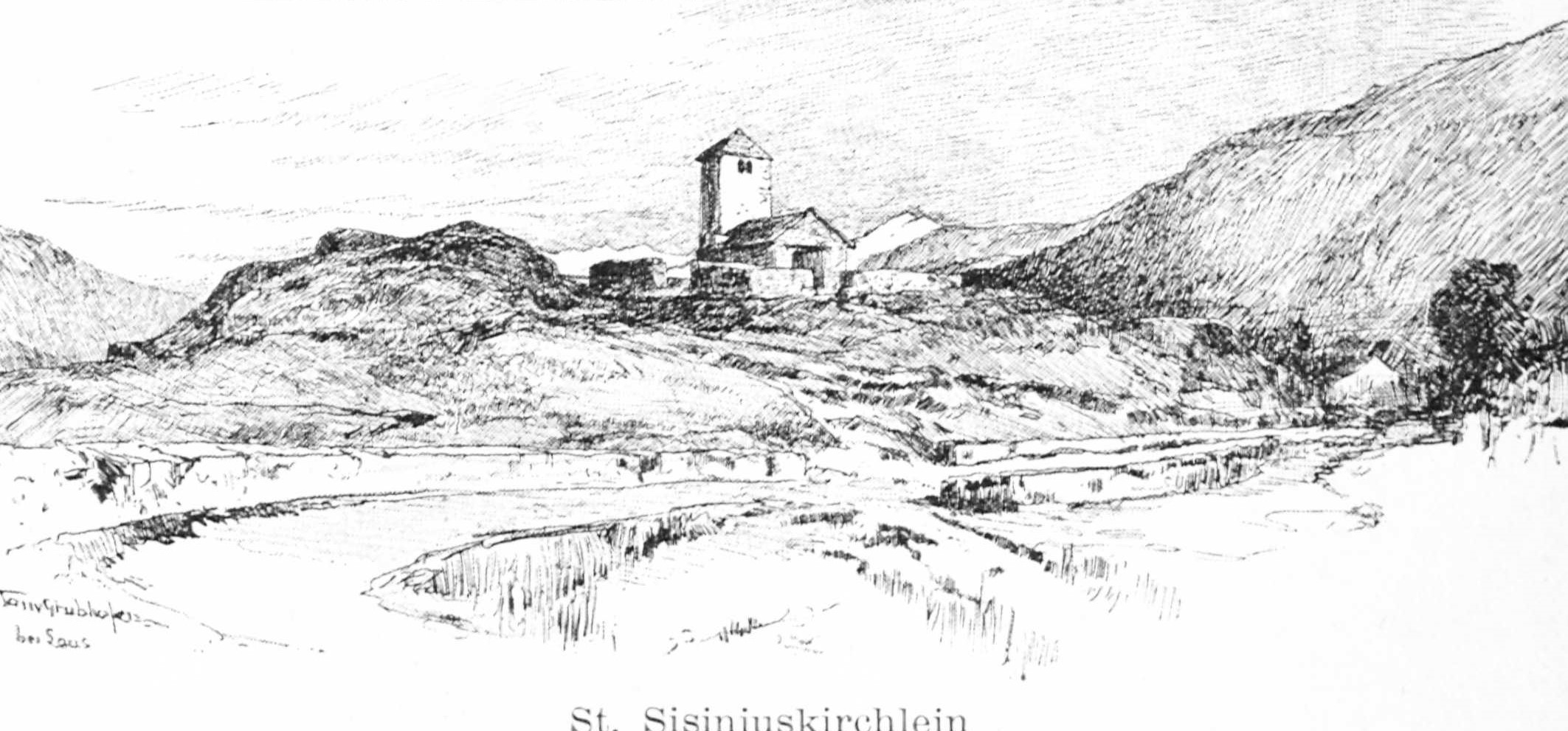
Tony Grubhofer: St. Sisinius (1899)

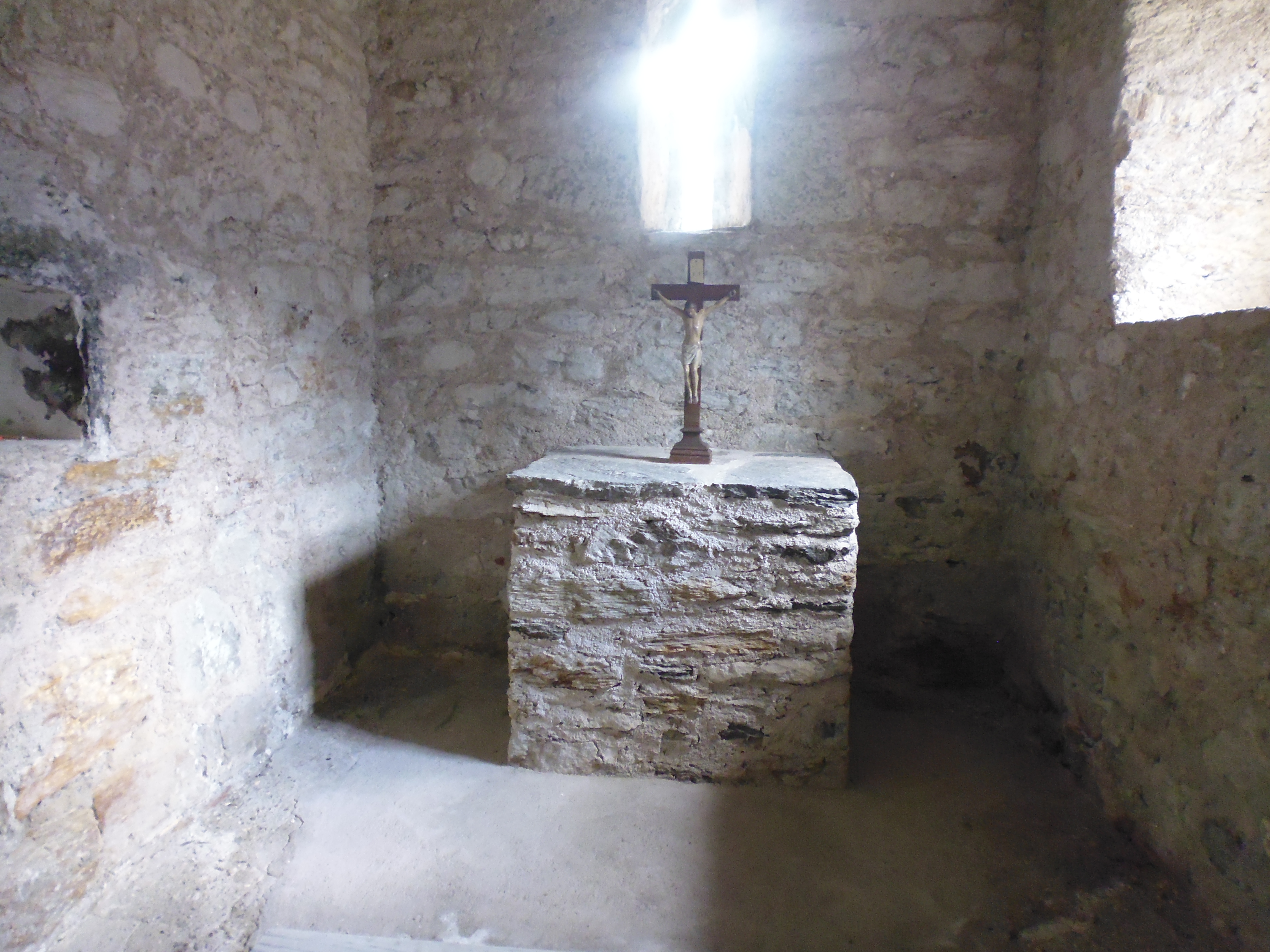
Innenansicht

St. Sisinius ist eine kleine Kirche in der Gemeinde Laas in Südtirol. Sie ist dem Nonsberger Märtyrer Sisinius geweiht.

## Geschichte
Der Vorgängerbau dieser Kirche, die im Jahre 1290 erstmals erwähnt wurde, stammt aus dem 7./8. Jahrhundert wie die aufgedeckten Mauerreste an der westlichen Innenseite der heutigen Kirche beweisen. Erbaut wurde die erste Kirche möglicherweise von Wanderhandwerkern aus der Gegend um Como, die in der Laaser Gegend eine Steinmetzwerkstatt betrieben. Vom Denkmalamt wird vermutet, dass die Stefanskirche bei der Abtei Marienberg, St. Stephan (Morter), sowie St. Prokulus (Naturns) gleichen Ursprungs sind.
Dr. Franz Tappeiner aus Laas ließ im Jahre 1880 innerhalb der Umfassungsmauer Grabungen durchführen und stieß dabei auf einen aufgelassenen Friedhof, der bereits im Visitationsprotokoll von 1638 erwähnt wurde. Gefunden wurden frühmittelalterliche Gräber mit Knochen und Tonscherben, die auf ein noch älteres prähistorisches Heiligtum der Bronzezeit an dieser Stelle schließen lassen. Diese Funde befinden sich heute im Ferdinandeum in Innsbruck. Da das Gelände um die Kirche während der k.u.k. Monarchie als militärischer Übungsplatz genutzt und dabei auch  Schützengräben angelegt wurden, lässt sich eine eventuelle frühmittelalterliche Besiedlung nicht mehr mit Gewissheit nachweisen.
Anhand des Visitationsprotokolls von 1638 wird mit der Angabe „Sacellum S. Caesini episcopi“ das Patrozinium nicht mehr St. Sisinius aus Nonsberg, sondern einem unbekannten Bischof Cäsinus zugeschrieben. Da es aber nirgendwo eine weitere Erwähnung dieses Bischofs gibt, wird es im Laufe der Jahre zu einer Verballhornung von Sisinus zu Sänisius und zu Cäsinius gekommen sein. Auch der Schreiber des Churer Bischofs hat diese Version 1638 wahrscheinlich der Einfachheit halber so übernommen. Im Urbar von 1496 wird die Kirche „Sandt zesynnen“ oder auch „Sandt Sisinen“ genannt. 1586 erscheint sie als „sanndt Cesin“ oder auch als „S. Sesinen pühl“. Es ist daher nachvollziehbar, dass der Name im Laufe der Jahre mundartlich stark variierte. Man nahm es allerdings zu dieser Zeit mit korrekten Schreibweisen nicht so genau.
- Wortlaut des Visitationsprotokolls in deutscher Sprache

„SACELLUM S.CAESINII EPISKOPI 

Sie ist unter den kleinen Kapellen die größte, ist gewölbt und hat einen Altar, dessen Stein und Reliquiengrabverschluss unverletzt sind. Der gemalte Altar ist nicht schlecht. Die gelbe Fahne ist nicht sehr kostbar. Auf einer Seite der Wand sind Malereien, ganz einfach. Der kleine Chor ist gewölbt.

Zwei Kisten sind vorhanden, in der einen derselben sind alte Bilder mit [...], in der anderen jedoch sind zwei Löcher zu bemerken, um das Korn hineinzuschütten, das Korn fehlt.

Im Turm, ziemlich hoch und viereckig, sind zwei Glocken, Auf dem Altar ein schönes Kreuz, zur Seite die selige Jungfrau Maria, St. Johannes und am Fuß des Kreuzes die hl. Maria Magdalena, alles neue Figuren.Bloß zwei Tücher sind auf dm Altar, Ein kupferner Weihwasserkessel ist vorhanden. (Die Holunderstauden im Friedhof sind herauszureißen.)
Die Kirche wurde visitiert am 9. November 1638. Bischof Johannes VI. Flugi von Aspermont.“

## Bauwerk
Zu finden ist sie etwas nordwestlich von Laas auf einem Hügel genannt „Sonta Sina Pichl“ in einem Winkel, der hier von der Staatsstraße und der Abzweigung zum Ort gebildet wird. Es handelt sich um eine der wenigen im Vinschgau vorzufindenden Chorturmkirchen.
Das rechteckige, einfach gehaltene Langhaus, sowie der quadratische Altarraum entsprechen dem Stil irischer und angelsächsischer Missionierung im deutschsprachigen Raum.
Die Kirche ist aus unregelmäßigen Bruchsteinen gefertigt, steht in Ost-West-Richtung und ist von einer ca. 3,5 Meter hohen Mauer (Asylmauer) umgeben, in deren östlichen Seite sich ein gotisches Spitzbogentor befindet, dessen Torflügel fehlen. An der Westseite ist ein Durchgang gebrochen und nach Süden hin ist sie an einer Stelle stark beschädigt. Die Bauweise der Mauer mit in Fischgrätmuster ausgeführten Partien lässt auf einen romanischen Ursprung schließen.
Der Chor befindet sich im Turm. Letzterer wird von einer in Stein ausgeführten Turmpyramide aus dem 11. oder 12. Jahrhundert gedeckt und ist mit Biforienfenstern ausgestattet, deren Rundbögen durch Säulen und Würfelkapitelle getrennt sind. Im Fuß des Turms ist in der südlichen Seite ein rechteckiges Fenster und an der westlichen Seite ein kleines Rundbogenfenster eingefügt. Er wurde später als das Langhaus gebaut. Der Turm war ursprünglich mit zwei Glocken ausgestattet, von denen die eine aus dem Jahre 1472 stammte. Sie ist nicht mehr vorhanden; da Kirchenglocken dieses Alters im Ersten Weltkrieg jedoch nicht abgehängt wurden, ist sie wahrscheinlich zersprungen. Die noch vorhandene Glocke wurde 1841 von Pankratz Böckle in Bozen gegossen. Sie hat einen Durchmesser von 63 Zentimetern und wiegt 140 Kilogramm. Sie trägt die Inschrift:

„WACHET UND BETET; IHR WISSET WEDER DEN TAG NOCH DIE STUNDE WEN EUCH DIE GLOCKE ZUM GRABE RUFT“

Vier Halbreliefs zeigen den Gekreuzigten, die Krönung Mariens, die Himmelskönigin mit Kind und St. Florian. Wahrscheinlich stammt sie aus dem abgebrochenen Bruggkirchl in Laas.
Das Kirchenschiff verfügt über eine Flachdecke, die von einem vorstehenden Triumphbogen aus großen Granitquadern gegen die Apsis abgetrennt wird. Es ist mit zwei Rundbogenfenstern versehen, die in die südliche Wand eingelassen sind. Das rechteckige Fenster am Chorturm stammt aus dem 16. Jahrhundert. Ebenfalls in der südlichen Wand befindet sich die Eingangstür, die bei der Restaurierung im Jahre 1972 mit original Werkzeugen instand gesetzt wurde. Der dazugehörige Türstock ist aus Laaser Marmor gefertigt. Die, zu einem unbekannten Zeitpunkt von der westlichen Stirnwand herausgebrochene Vierecktür wurde bei dieser Gelegenheit zugemauert. Außen an der Südwand ist noch schwach ein Fresko mit Bordüre und Wappen zu erkennen.
Sowohl die Kirche als auch die Umfassungsmauer waren großflächig mit Putz versehen, der jedoch auf der Mauer nur noch in Resten vorhanden ist.
Die Kirche ist im Inneren betont schlicht gehalten und verfügt über keine sakrale Einrichtung. Alles später hinzugekommene wurde bei der Restaurierung entfernt.
Sie wird einmal jährlich zu einer Andacht vor Ostern und an St. Sisisinius (am 29. Mai) zu einem Bittgang genutzt und ist ansonsten verschlossen.